# فرناندو لوپز (بازیکن فوتبال اهل اسپانیا)
فرناندو لوپز (انگلیسی: Fernando López؛ زادهٔ ۲۲ ژوئن ۱۹۸۳) بازیکن فوتبال اهل اسپانیا است.
از باشگاه‌هایی که در آن بازی کرده‌است می‌توان به باشگاه فوتبال کوردوبا، باشگاه فوتبال لاس پالماس، و باشگاه فوتبال رایو وایکانو اشاره کرد.